# Nancy Wheeler
Nancy Wheeler é uma personagem fictícia da série de televisão Stranger Things da Netflix. Ela é interpretada pela atriz Natalia Dyer. Nancy é irmã de Mike Wheeler e ex-namorada de Steve Harrington. No decorrer da série, Nancy começa a investigar o desaparecimento de Will Byers quando sua amiga Barbara Holland também desaparece. Posteriormente, ela acaba se juntando ao seu futuro namorado, Jonathan Byers, para investigar o desaparecimento de Will e Barbara, o que a leva a descobrir a existência do Mundo Invertido.

## Biografia fictícia

### Primeira temporada
Nancy Wheeler é a primogênita de Ted e Karen Wheeler, sendo a irmã mais velha de Mike e Holly. Ela é introduzida na série como a melhor amiga de Barbara Holland, que não concorda com o recente relacionamento entre Nancy e Steve Harrington. Ela também se mostra um pouco distante de seu irmão e de seus amigos, e não tem conhecimento de que Jonathan Byers, um amigo de Mike e irmão do Will, possui sentimentos secretos por ela. Depois que Will Byers desaparece misteriosamente, Nancy oferece seus sentimentos a Jonathan, sendo este comportamento bastante contrastante com dos demais amigos de Steve, que pensam que Jonathan é uma aberração e que era o provável responsável pelo desaparecimento de Will. Nancy se envolve em definitivo na investigação depois que Barbara desaparece enquanto ela estava fazendo sexo com Steve. Por sentir-se culpada por abandoná-la e motivada para descobrir o que aconteceu com sua amiga, Nancy se encontra com Jonathan para discutir o desaparecimento de Will e Barbara. Isso leva Nancy a descobrir acidentalmente a dimensão alternativa em que reside a criatura que levou Barbara — O Demogorgon —, conhecida como "O Mundo Invertido". Nancy consegue fugir do Mundo Invertido graças à ajuda de Jonathan e os dois se retiram para a casa de Nancy, onde dormem na mesma cama para se confortarem. Isso é testemunhado por Steve, que tira o encontro do contexto e assume que Nancy estava traindo ele. Durante um acesso de raiva, os amigos de Steve, Tommy H. e Carol, grafitam a caricatura de Nancy no cinema Hawkins. Nancy confronta Steve, o que resulta em uma briga entre Jonathan e Steve, levando à prisão de Jonathan. Depois que o xerife Jim Hopper recebe uma ligação da central de polícia informando que Jonathan havia sido preso, ele e a mãe de Jonathan, Joyce, retornam à Hawkins, onde compartilham as informações que sabem sobre o Demogorgon. Nancy entra em contato com Mike, que se escondeu por ter feito amizade com uma garota chamada Onze, que possui poderes sobrenaturais e está fugindo do Laboratório de Hawkins. Nancy se reúne com Mike e seus amigos na Escola Secundária de Hawkins, onde eles constroem um tanque de privação sensorial improvisado para que Eleven utilizasse seu poder e localizasse o paradeiro de Will e Barbara. Onze descobre que Barbara foi morta pelo Demogorgon, levando Nancy a consolidar sua determinação em matar o monstro.
Nancy e Jonathan retornam à casa dos Byers para criar uma distração para permitir que Joyce e Hopper passem pelo Mundo Invertido e resgatassem Will, atraindo o Demogorgon para a casa com sangue. Steve chega na esperança de se reconciliar com Jonathan, mas acaba se tornando testemunha do Demogorgon. Nancy e Jonathan pedem a Steve para sair e se salvar, mas ele encontra sua coragem devido ao seu amor por Nancy e entra novamente na casa, ferindo com sucesso o Demogorgon antes de ser atraído de volta à Escola Secundária de Hawkins, onde a criatura é morta por Onze. Nancy se reconcilia com Steve reatando seu relacionamento; e presenteia Jonathan com uma nova câmera fotográfica no Natal.

## Recepção
No geral, a interpretação de Nancy feita pela Natalia Dyer foi bem recebida pela crítica especializada. A transição de Nancy partindo de uma adolescente comum para uma jovem corajosa e determinada foi um arco da personagem ao qual muitos fãs e críticos reagiram de maneira positiva. A trama de Nancy na terceira temporada foi interpretada por muitos, assim como a opinião dos Irmãos Duffer, como uma história tratando sobre o sexismo e assédio no local de trabalho, e como Nancy foi capaz de superar a humilhação. Tal enredo foi visto como um exemplo positivo de como lidar com questões sociais contemporâneas na ficção. No entanto, o desfecho dessa trama foi considerada por alguns como bastante anticlimático.
O relacionamento de Nancy com Jonathan Byers também foi visto pelos fãs e críticos como um ponto forte da série, bem como sua progressão até que o par se tornasse um casal romântico foi considerada merecida. Os críticos e fãs também notaram positivamente a forma como os dois trabalham juntos e a química entre os atores Natalia Dyer e o seu namorado da vida real, Charlie Heaton.
Para os Irmãos Duffer, Nancy é uma representação da retórica das final girls que foram consagradas nas franquias de terror dos anos 80. Particularmente, Nancy foi comparada principalmente com a Nancy Thompson, uma personagem de mesmo nome da franquia A Nightmare on Elm Street estrelada por Freddy Krueger.

### Em outras mídias
A personagem, juntamente com Steve Harrington, aparece no jogo eletrônico de terror multijogador Dead by Daylight como uma sobrevivente que é parte de uma expansão de conteúdo de Stranger Things, sendo caçada pelo assassino Demogorgon no mapa do Laboratório Nacional de Hawkins.